# París en el siglo XX
París en el siglo XX es una novela escrita por Julio Verne que fue publicada por primera vez en francés en 1994. Es considerada como la «novela perdida» de Julio Verne, ya que fue escrita en 1860 y se mantuvo oculta durante más de ciento treinta años. El manuscrito que sirvió de base a la novela fue completado ese mismo año y después fue olvidado en una caja fuerte hasta que fue descubierto en 1989 por Jean Verne, bisnieto de Julio Verne.

## Historia de su publicación
El editor de Verne se negó a publicar el manuscrito, poco después del gran éxito obtenido por la primera novela del escritor francés, Cinco semanas en globo. Pierre-Jules Hetzel le explica sus razones a Verne en una carta que se estima fue escrita a finales de 1863 o principios de 1864, donde le dice que nadie leería una novela tan pesimista y le afirma que la publicación de dicho texto podría constituir un verdadero desastre para la reputación de Verne como escritor.

Ha emprendido usted una tarea imposible y —como sus predecesores en cosas análogas— tampoco ha conseguido llevarla a buen fin. Está cien pies por debajo de Cinco semanas en Globo. Si la vuelve a leer estará de acuerdo conmigo. Es periodismo barato y sobre un tema nada afortunado.

No esperaba una cosa perfecta; le vuelvo a decir que sabía que estaba intentando algo imposible, pero esperaba algo mejor. Aquí no hay resuelta ninguna cuestión de futuro serio, ninguna crítica que no parezca una caricatura ya hecha y rehecha, y si algo me asombra es que haya podido usted hacer, como en un arrebato y empujado por algún dios, algo tan penoso, tan poco vivo...

(...) No está usted maduro para un libro así, vuelva a intentarlo dentro de veinte años.
Carta de Hetzel a Verne

Nuevas teorías sobre su obra aparecieron a finales del año 1994, cuando fue publicada, en Francia, bajo el título Paris au XXe siècle. Nadie pudo imaginar que el llamado «padre de la ciencia ficción» reaparecería más de cien años después, provocando un gran revuelo entre los estudiosos de su obra. Esta novela, autentificada como una de las primeras escritas por Verne, adquirió gran significación para los literatos, así como para la reputación de Verne ante el lector tradicional. La nueva publicación desmiente la conocida imagen de Verne como «apóstol del progreso científico».

## Sinopsis
El principio de la historia se ubica en París, exactamente el día 13 de agosto de 1960. Ese día, la «Corporación Nacional de Crédito Instruccional» —una moderna versión del viejo Ministerio de Educación creado en 1837 — celebra su ceremonia anual en la cual se premian los logros académicos alcanzados por los jóvenes graduados franceses. En ediciones anteriores, el gran porcentaje de los estudiantes premiados procedían de disciplinas tales como Matemáticas, Economía, Ingeniería o Ciencias Naturales. La excepción de la regla en el certamen de 1960 resulta ser Michel Jérôme Dufrénoy, un joven estudiante de Literatura, que trata de incursionar ambiciosamente en los terrenos de la poesía y la dramaturgia. Cuando Michel sube al podio a recibir su premio, es abucheado y recibido con numerosos insultos y sarcasmos. Es obvio que Michel es juzgado como un extraño en este mundo de los años sesenta previsto por Verne, que está dominado por el dinero y la ciencia.

## Análisis de la obra
París en el siglo XX refleja la amarga experiencia de Michel Dufrenoy en una sociedad masificada, hipertecnificada y estatista, donde los números han vencido a las letras; el latín y el griego han sido borrados de los programas educativos y los árboles se sacrifican para hacer pasta de papel. 
Como subraya Piero Gondolo della Riva, nos encontramos ante una obra de juventud y autobiográfica que demuestra que el escepticismo verniano no era un asunto de madurez: «El joven Verne que, bajo la apariencia del protagonista Michel, escribe versos y busca un editor, tiene una visión trágica de las relaciones humanas, de una sociedad donde, si exceptuamos la existencia de algunos amigos, estamos solos. El pesimismo es una constante de Verne y en París en el siglo XX aparece penetrado de un humor devastador y constantemente tonificante. Invita al lector a lanzar por sí mismo una mirada corrosiva sobre el mundo que le rodea». Y no será porque la novela no contenga artefactos del progreso. Aparece el motor de explosión, que Lenoir inventó en 1859 y que Daimler aplicará al automóvil en 1889. Surge el «facsímil», conocido entonces como «Pantelégrafo Caselli» patentado también en 1859. Y como aquel año debió ser provechoso, el procedimiento de Watt y Burgess, que transforma un tronco en papel. Verne conocía el «estado del arte» científico. Avances para un mundo desencantado que el escritor ya percibía.
Su personaje Michel atraviesa el París de 1960, dominado por funcionarios, tecnócratas y banqueros. Penetra en una librería que es una gran superficie y pide la obra completa de Victor Hugo. No saben quién es. Ni tampoco Balzac, Musset o Lamartine. Sólo tienen libros técnicos y poesía científica. La gente no aprecia la música clásica. Padecen «la melodía de la selva virgen, pesada, imprecisa». La Ópera es la sucursal de la Bolsa: la gente charlotea, cierra negocios y le importa un comino la música.
El 15 de abril de 1961, Michel descubre la biblioteca de su tío Huguenin. Repleta de libros que ya nadie lee, se presenta como un Gran Ejército de las Letras. Michel intuye que debe haber costado mucho reunir tan bellas ediciones: «¡Al contrario!» -responde Huguenin-. «¡Todo el mundo se quiere desprender de ellas!» Le muestra las obras completas de Racine, Molière, Pascal, La Fontaine... «Estos grandes genios están fuera de juego», comenta. Son pura arqueología porque utilizan un lenguaje que la gente del siglo XX no es capaz de entender.
Huguenin pasa revista a su ejército de papel y Verne destila su canon: Ronsard, Rabelais y Montaigne «fundaron la lengua francesa», pero la lengua se ha perdido porque los botánicos, químicos y matemáticos mezclan palabras técnicas y vocablos ingleses. El francés ya vive la decadencia, dominado por la cultura anglosajona. Comenta el tío Huguenin: «Nuestra lengua, hijo mío, la de Malherbe, Bossuet, Voltaire, Nodier, Hugo, es una jovencita bien educada y puedes enamorarte de ella sin temor porque los bárbaros del siglo XX no han conseguido convertirla en una cortesana». De Rousseau y Beaumarchais, el tío dice que iniciaron oportunamente la batalla del 89, la Revolución, pero «después se abusó un poco y ese diablo del Progreso nos ha llevado a todos adonde estamos». O sea, que Voltaire ha devenido Voiture y la Modernidad ha hecho de las utopías un infierno.

### Antimodernidad
Habrá que ser antimoderno, sugiere Michel; el tío Huguenin está de acuerdo y le presenta un fastuoso jefe del Ejército: Chateaubriand. Ironiza Verne: el autor de las «Memorias de Ultratumba» dedicó cuarenta años de su vida «a hablar de su modestia». De los románticos «Pablo y Virginia» deduce que en el siglo XX, Pablo sería banquero y Virginia emparejaría con el hijo de un fabricante de muelles para locomotoras. Víctor Hugo, gran capitán del Romanticismo, despierta en Huguenin admiración: «No conozco nada que esté por encima de él, ni en la antigüedad ni en los tiempos modernos, por la virulencia y la riqueza de la imaginación...». Elogia también a Dumas como el «contador de cuentos más divertido»; y George Sand, buena lectora de Verne, que le dio la idea de «Veinte mil leguas de viaje submarino».
En la biblioteca del tío Huguenin, Michel... «Respiró aquel aroma literario que le subía al cerebro como una cálida emanación de los siglos transcurridos y estrechó las manos a todos aquellos amigos del pasado que él hubiera conocido y amado si hubiera tenido la feliz idea de haber nacido antes».
En el París de 1960, la literatura ya no transgrede. Está subvencionada y controlada per el Estado; un Gran Depósito Dramático hace «desaparecer la ruidosa sociedad de autores; los empleados del mismo cobraban su sueldo mensual, bastante elevado por cierto, y el Estado se embolsaba los ingresos». Escritores, intelectuales y artistas convertidos en burócratas. «Se acabaron los poetas bohemios, aquellos genios miserables que parecían protestar eternamente contra el orden establecido; ¿quién podía quejarse de una organización que mataba la personalidad de la gente y proporcionaba al público la cantidad de literatura a la medida de sus necesidades?» Los géneros están prefijados: alta comedia y comedia; vodevil; drama histórico y drama moderno; ópera y ópera cómica; revista, fantasías y temas oficiales. La tragedia está prohibida, existe también un mercado de chistes y frases ingeniosas.
Ni la electricidad, ni la presa del Sena que proporciona millones de kilovatios a París consuelan a Michel; constata que no queda un solo hombre de letras en la Academia. Camina por los bulevares de luminosidad cegadora. Su melancólico deambular finaliza en el cementerio de Père-Lachaise. Pasa ante las tumbas de Chopin y Gounod, «que vivieron y murieron por la música»; observa las de La Rochefoucauld y Musset; divisa un París de cien mil casas y el humo de las chimeneas de diez mil fábricas... El protagonista verniano maldice aquella sociedad y cae exánime sobre la nieve. 
- Datos: Q794866